# قطعنامه ۱۶۰۳ شورای امنیت
قطعنامه ۱۶۰۳ شورای امنیت سازمان ملل متحد که در تاریخ ۰۳ ژوئن ۲۰۰۵ تصویب شد، سندی بین‌المللی دربارهٔ بررسی وضعیت در ساحل عاج است. این قطعنامه طی نشست ۵۱۹۴ام با ۱۵ رای موافق، ۰ مخالف و ۰ ممتنع تصویب شد.